# Гальбштадтська сільська рада
Гальбшта́дтська сільська рада (рос. Гальбштадтский сельский совет) — сільське поселення у складі Німецького національного району Алтайського краю Росії.
Адміністративний центр та єдиний населений пункт — село Гальбштадт.

## Населення
Населення — 1731 особа (2019; 1756 в 2010, 2017 у 2002).